# 1453
Cette page concerne l'année 1453  du calendrier julien.
L'année 1453 est une année commune qui commence un lundi.
Les historiens français la considèrent souvent comme la date de fin du Moyen Âge.

## Événements
- 5 janvier : échec du complot de Porcari à Rome[1]. Le gouverneur de Campanie, Étienne Porcari, se fait pendre le 9 janvier par le pape pour avoir voulu délivrer le peuple romain du joug pontifical[2].
- 6 janvier : l'Autriche est érigée en archiduché[3].
  - Reconnaissance et officialisation du Privilegium Majus, charte falsifiée créée par le duc Rodolphe de Habsbourg en 1359 et d'abord refusée par l'empereur Charles IV de Luxembourg. Cet acte impérial garantit aux ducs d'Autriche un titre unique dans l'empire, celui d'archiduc.
  - Majorité de Ladislas V le Posthume, qui devient archiduc d’Autriche (janvier) puis roi de Hongrie (février).

- 13 février, Buda : Ladislas le Posthume est reconnu roi de Hongrie[4].
  - Jean Hunyadi abandonne le titre de gouverneur de Hongrie et est nommé capitaine général et capitaine de Nándorfehérvár, puis comte de Temes[5]. Quelques mois plus tard, le roi confie la responsabilité des affaires de Hongrie à Hunyadi, celles d’Autriche à Ulric de Cilley et celles de Bohême à Georges de Podiebrady.

- 2 avril : Mehmed II se présente devant Constantinople avec une puissante armée[6]. Il se heurte à une résistance farouche mais l'utilisation de canons modernes et de bateaux vient à bout des défenses de la ville.
- 20 avril : bataille du Bosphore[7].
- 22 avril : la flotte ottomane mouille dans la Corne d'Or[7].

- 29 mai
  - prise de Constantinople par l'Empire ottoman ; fin de l'Empire romain d'Orient (dénommé byzantin depuis). Constantin XI Paléologue qui dirigeait la défense tombe au cours de l’assaut final[7].
    - L’Europe n’avait envoyé que 700 soldats. Gênes, installée à Péra, sur l’autre rive de la Corne d'Or, se déclare neutre. Les Turcs annexent les villes vénitiennes de l’Egée méridionale. Venise envisage d’annexer la Morée après la chute de Constantinople, puis y renonce par crainte de complications avec les Turcs. Gênes perd son comptoir de Péra, face à Constantinople.
    - Après la chute de Constantinople les Arméniens de la partie turque sont réorganisés sous la domination de l’évêque arménien de Brousse, Joachim (Hovakim), qui prend le titre de patriarche[8]. Ils obtiennent une grande autonomie religieuse, culturelle et politique.

  - Condamnation de Jacques Cœur à Lusignan[9]. Ses biens sont mis sous séquestre, et le palais qu'il faisait construire à Bourges devient possession du roi.

- 2 juin : le connétable Álvaro de Luna, ministre de Jean II de Castille, renversé, est exécuté à Valladolid[10].
- 16 juin : Philippe le Bon, duc de Bourgogne offre la seigneurie de Beaumont à Antoine de Croÿ en dédommagement de la participation financière de celui-ci à la guerre qu'il livrait aux Gantois[11]. Antoine ne peut jouir de sa seigneurie qu'en 1472 car elle est confisquée par le comte de Charolais (le futur Charles le Téméraire).

- 10 juillet : le grand vizir de l'Empire ottoman Khalil Pacha est exécuté à Andrinople[12]. Mahmud Pacha Angelović lui succède (1453-1468, puis 1472-1473).

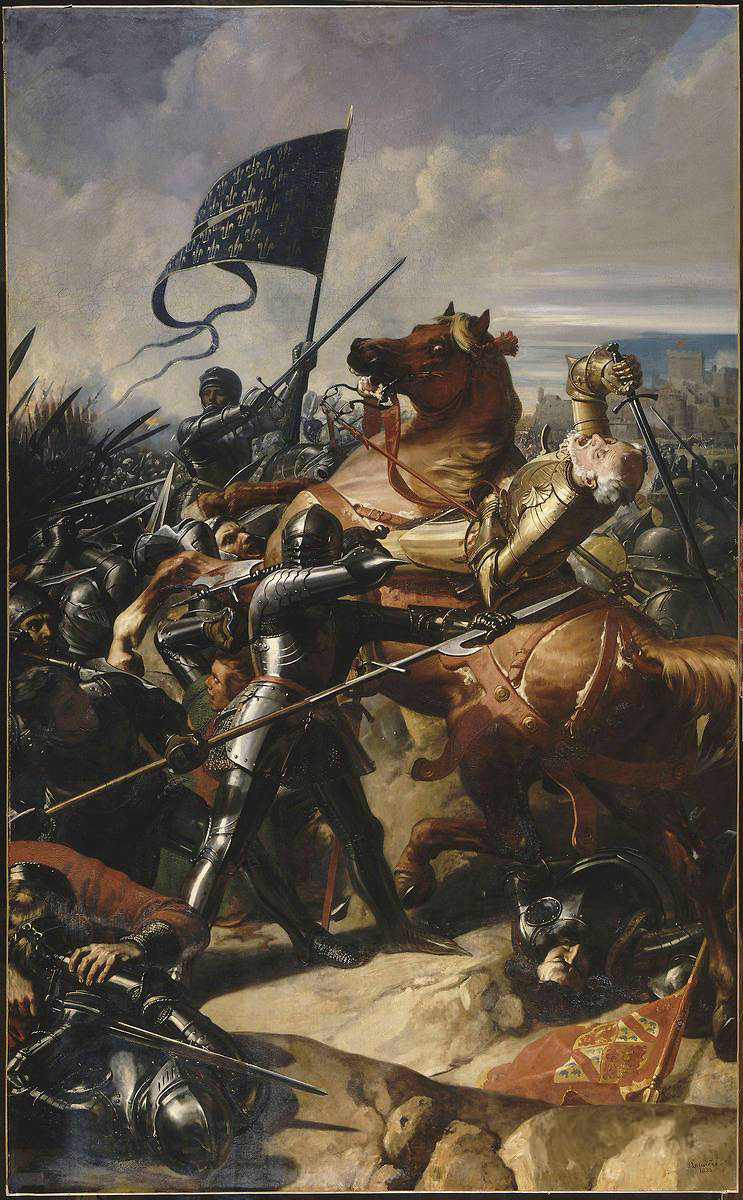
17 juillet : bataille de Castillon

- 17 juillet : l'armée française l'emporte sur les Anglais à la bataille de Castillon, et met fin à la guerre de Cent Ans (1337 - 1453)[13]. Conquête de la Guyenne par Xaintrailles.
- 23 juillet : Dimitri Chemyaka est empoisonné à Novgorod[14].
- 4 août : création du Parlement du Dauphiné[15] et fin du Conseil delphinal à Grenoble.

- Août :
  - Mehmed II exige un tribut de la Moldavie[16].
  - Conflit entre Jean Hunyadi et la Valachie[17].

- 30 septembre : le pape Nicolas V prêche la croisade contre les Turcs[18].

- 9 octobre : capitulation de Bordeaux[13]. Charles VII de France lève les restrictions opposées à la descente des vins du Haut Pays à Bordeaux. Devant la faillite du commerce Bordelais, la restriction est remise en vigueur le 11 avril 1454[19].
- 19 octobre : les Français entrent dans Bordeaux, mettant fin à trois siècles de présence anglaise dans la ville. Les Anglais ne conservent plus que Calais en France[13].
- 28 octobre : Ladislas V le Posthume est couronné roi de Bohême à Prague[20].

- Novembre : la reine Shin Sawbu monte sur le trône en Basse-Birmanie[21]. Début de l'âge d'or du Royaume d'Hanthawaddy.

- La Busca s'empare du pouvoir municipal à Barcelone et commence d'appliquer son programme de réforme. Deux factions s’opposent : la Busca (« la paille »), qui regroupe les corporations de marchands et d’artisans réclamant des mesures protectionnistes et la dévaluation pour réduire les dettes et relancer les affaires. La Biga, « la poutre », représentant les grands marchands qui désirent la stabilité pour garantir leurs placements. La Busca, victorieuse, en appelle au roi, ainsi que les paysans catalans, aux prises avec leurs seigneurs. Le conflit débouche sur une guerre civile (1462-1472)[22].
- Début du règne de Uzun Hasan, sultan des Ak Koyunlu (fin en 1478). Les Ak Koyunlu s’étendent aux dépens des Kara Koyunlu[23].

## Naissances en 1453
- 13 octobre : Édouard de Westminster, prince de Galles.